# Mỏ sừng xám châu Phi
Mỏ sừng xám châu Phi, danh pháp hai phần:Tockus nasutus, là một loài chim trong họ Bucerotidae.